# Netzedistrict
Het Netzedistrict (Duits: Netzedistrikt) was een door de rivier de Netze (Noteć) doorstroomd gebied dat Pruisen in de eerste Poolse deling (1772) van Polen-Litouwen verwierf.

## Geografie
Het Netzedistrict had een oppervlakte van 9.350 km² met 180.000 inwoners (1772). De belangrijkste steden waren Bromberg (Bydgoszcz) en Inowraclaw (Inowrocław). Het was verdeeld in vier districten:
| District      | Steden |
| ------------- | --- |
| Bromberg      | Bromberg, Fordon, Schulitz, Polnisch Krone, Nakel, Exin, Mrotschen, Barczyn, Labyczyn, Rinarzewo, Schubin                                    |
| Inowraclaw    | Inowraclaw, Kruschwitz, Gniewkowo, Żnin, Mogilno, Willatowo, Strzelno, Kwieciszewo, Gonsawa, Gembice, Pakosch                                |
| Cammin        | Cammin, Wissek, Wirsitz, Flatow, Zempelburg, Vandsburg, Lobsens, Krojanke, Miastetzko, Margonin, Samoszin, Gollanz                           |
| Deutsch Krone | Deutsch Krone, Schneidemühl, Jastrow, Usch, Budsin, Chodziesen, Czarnikau, Schönlanke, Radolin, Filehne, Schloppe, Tietz, Märkisch Friedland |

## Geschiedenis
Het Netzedistrict is de bestuurlijke naam voor de geofysische aanduiding ‘Netzebruch’, welke verwijst naar het drassige ofwel ‘broekland’ van de rivier de Netze. Het Netzedistrict, waarvan noordelijke en westelijke delen in de Middeleeuwen tot Pommerellen en de Neumark hadden behoord maar dat overigens tot het Koninkrijk Polen behoorde, werd in 1772 door Pruisen geannexeerd en vormde daarin aanvankelijk een aparte bestuurseenheid, maar werd in 1775 een departement van de provincie West-Pruisen. Pruisen moest het gebied in de Vrede van Tilsit (1807) vrijwel geheel aan het Hertogdom Warschau afstaan. In een op het Congres van Wenen gesloten verdrag met Rusland kreeg Pruisen het in 1815 terug.  
Het grootste gedeelte van het Netzedistrict behoorde daarna tot het 'Regierungsbezirk' Bromberg (regio)|Bromberg (Bydgoszcz), onderdeel van de provincie Posen), en een klein deel kwam bij het 'Regierungsbezirk' Mariënwerder (Kwidzyn), onderdeel van de provincie West-Pruisen. Na het Verdrag van Versailles (1919) moest het Duitse Rijk het gebied grotendeels afstaan aan Polen. Slechts de westelijke districten ('Kreise') Flatow, Deutsch Krone en het stadsdistrict Schneidemühl bleven bij Duitsland en werden in 1922 ondergebracht in de nieuwe provincie Grensmark Posen-West-Pruisen.

## Bevolkingsverhoudingen
De bevolking van het Netzedistrikt kwam in 1772 nauwelijks op 140.000 inwoners uit en daarvan waren 40% Duitstaligen, voor 30% afstammelingen van immigranten die in de voorgaande eeuwen de slechte levensomstandigheden, vooral in Pommeren, ontvlucht waren. Zij hadden de nauwelijks bewoonde moerasgebieden van de Netze drooggelegd, dorpen gesticht en met hun ambacht als textielwevers in een aantal kleine steden een bescheiden bloei gebracht. Zij waren tot deze immigratie uitgenodigd door de grootgrondbezitters - Poolse adel en hogere geestelijkheid -  die hun oogluikend toestond hun lutherse geloof te behouden. Een tiende deel van de bevolking bestond uit rooms-katholieke d.w.z. autochtone Duitstaligen, 40% was Pools en evenzo rooms-katholiek en een tiende deel was Joods en een aantal stadjes was overwegend Joods. Overigens stond de economie in 1772 op een laag niveau; de meeste stadjes waren in bezit van de adel die de burgers tot dienstbaarheid verplichtte. Het gevolg was dat ze half ontvolkt waren geraakt en vaak nog maar enkele honderden inwoners telden. De Pruisische regering voerde na 1772 een ingrijpende ontwatering en kanalisatie uit waarna op drooggemaakt land nieuwe dorpen gesticht konden worden in het programma van de zogenaamde “retablissement”. Ze werden bevolkt door immigranten die de bevolkingsgroei zodanig stimuleerden dat het totaal al in 1800 boven de 200.000 uitkwam. Daartegenover besloot de regering in 1780 Joden uit te wijzen wanneer zij onvoldoende in hun levensonderhoud konden voorzien. Deze maatregel halveerde hun aantal. Later in de 19de eeuw, na hun gelijkberechtiging in 1833, zouden de meeste overige Joden alsnog vertrekken naar vooral Berlijn, en van daaruit emigreerden weer velen van hun naar Amerika.   
Sinds 1880 compenseerde een nieuw kolonisatieprogramma van de Pruisische staat (volgens het ‘Ansiedlungsgesetz’) met Duitse boeren de teruggang van de Duitstaligen, door het stichting van nieuwe dorpen op van de Poolse adel verworven grondbezit, nu staatsbezit. Zo werden de getalsmatige taalverhoudingen gestabiliseerd en bleef de bevolking voor ieder een helft Duits dan wel Pools. Bestuurlijk en economisch werd het gebied overigens wel sterk gegermaniseerd (zie germanisering). 
In de loop van de 19de eeuw verdubbelde de bevolking zich tot meer dan 350.000 maar omdat stagnatie op het platteland gecompenseerd werd door sterke groei in de hoofdstad van het gelijknamige Regierungsbezirk Bromberg (Bydgoszcz) dat uitgroeide van een dorp met 500 voornamelijk Poolse tot een moderne middelgrote stad met 60.000 voornamelijk Duitse inwoners.

## Opheffing door het Verdrag van Versailles, 1919
Na het Verdrag van Versailles (1919) moest Duitsland het gebied grotendeels afstaan aan het nieuw opgerichte Polen. Slechts de zeer overwegend Duitstalige districten (‘Kreise’) Flatow, Deutsch Krone en het stadsdistrict Schneidemühl bleven als grensdistrict bij Duitsland en werden in 1922 ondergebracht in een nieuwe provincie Grensmark Posen-West-Pruisen. De meerderheid van de lutherse Duitsers in het Pools geworden Netzedistrict vertrok in het volgende decennium naar Duitsland omdat hun (voor)rechten werden ingetrokken en hun bezitsrechten door confiscaties werden opgeheven.
Voor de verdere lotgevallen van het gebied zie West-Pruisen.